# Koraljka Kos
Koraljka Kos (Zagreb, 12. svibnja 1934.) hrvatska akademkinja i muzikologinja.

## Životopis

### Institucije
- redovita profesorica u miru - Muzička akademija u Zagrebu

### Funkcije u Akademiji
- tajnik - Razred za glazbenu umjetnost i muzikologiju (01.01.2007. - ...)
- predsjednica - Odbor za nagrade
- voditeljica - Odsjek za povijest hrvatske glazbe (26.11.2008. – 26.11.2011.)

### Članstvo u Akademiji
- redoviti član - Razred za glazbenu umjetnost i muzikologiju (24.07.1991. - ...)
- izvanredni član - Razred za glazbenu umjetnost i muzikologiju (11.03.1986. – 24.07.1991.)
- član suradnik - Razred za glazbenu umjetnost i muzikologiju (07.06.1977. – 11.03.1986.)

### Obrazovanje
- Muzička akademija Sveučilišta u Zagrebu, diploma 1957.
- Doktorat iz muzikologije na Filozofskom fakultetu u Ljubljani 1967.
- Stipendija fondacije Alexander von Humbolt, 1973./74.

### Zaposlenja
- Od 1967. na Muzičkoj akademiji Sveučilišta u Zagrebu, najprije bibliotekar
- Od 1970. u nastavi na Odjelu za Muzikologiju, gdje je umirovljena kao redoviti profesor 1994.

### Znanstveno nastavna zvanja
- znanstveni savjetnik
- redoviti profesor u m.

## Članstva i funkcije
- Hrvatsko muzikološko društvo, sada predsjednica / Croatian Musicological Society
- Hrvatski glazbeni zavod, član i počasni član / Croatian Music Institute
- Hrvatsko društvo skladatelja / Croatian Association of Composers
- Međunarodno muzikološko društvo / International Musicological Society

## Nagrade
- "Josip Andreis" Hrvatsko društvo skladatelja 1982. i 1999.
- "Bartol Kašić" (Zajedno s Antunom Šojatom i Vladimirom Zagorcem), 1994.
- Počasni član Hrvatskog glazbenog zavoda
- Godišnja "Nagrada Dragan Plamenac" za 2007. godinu, (urednički rad zajedno s dr. Sanjom Majer-Bobetko i Rozinom Palić-Jelavić na zborniku radova Božidar Kunc)[1]
- "Nagrada Dragan Plamenac" za životno djelo[2]

### Knjige
- Musikinstrumente im mittelalterlichen Kroatien, Muzikološki zavod Muzičke akademije, Zagreb 1972.
- Dora Pejačević, JAZU, Zagreb 1982.
- Dora Pejačević. Leben und Werk, MIC, Zagreb 1987.
- Pavlinski zbornik 1644 (prvotisak), Uvodna studija, transkripcije i komentari (zajedno s V. Zagorcem i A. Šojatom), HAZU-Globus, Zagreb 1991.
- Dora Pejačević. Život i djelo / Life and Work, MIC, Zagreb 1998.